# MegaCharts
MegaCharts o Mega Charts és responsable de la composició i explotació d'una col·lecció de llistes oficials musicals als Països Baixos, de les quals Mega Top 50 i Mega Album Top 100 són les més conegudes. Mega Charts també proveeix informació sobre Stichting Nederlandse Top 40, en les quals es basen altres llistes com la Dutch Top 40 o la Tip Parade. MegaCharts també forma part del servei de màrqueting de GfK al Benelux.

## Llistes Mega Charts

### Senzills i pistes
- Mega Top 50
- Dutch Top 40
- Single Top 100 - Senzills
- Mega Dance Top 30 - Llista top 30 de música dance
- Mega Airplay Top 50 - Pistes més reproduïdes en la ràdio i la televisió.
- Tipparade - És una ràdio Veronica d'origen —una llista de 30 registres que tenen possibilitats d'aparèixer en el Dutch Top 40, basat en les vendes de comerços majoristes o minoristes. La llista va començar amb 20 registres en 1967. La primera Tipparade oficial va aparèixer el 15 de juliol de 1967. La classificació es determina amb les vendes i l'airplay entre d'altres.

### Àlbums
- Mega Album Top 100 - àlbums millor venuts[1]
- Mega Verzamelalbum Top 30 - Àlbum recopilatori
- Backcatalogue Top 50
- Scherpe Rand van Platenland - Cançons no tradicionals

### DVD
- Music DVD Top 30
- Film DVD Top 30